# パラマウント・ストリーミング
パラマウント・ストリーミング（Paramount Streaming）はアメリカのメディア会社で、パラマウント・スカイダンス・コーポレーション部門。情報とエンターテイメント向けのオンラインコンテンツネットワークであり、同社傘下のウェブサイトでニュース、スポーツ、娯楽、技術、ビジネスを網羅している。

## 歴史
2007年5月30日、CBSインタラクティブは「Last.fm」を1億4000万ユーロ（2億8000万ドル）で買収した。
2008年6月30日、CNET NetworksがCBSによって買収され、「Metacritic」や「GameSpot」、「TV.com」及びMovietomeを含むCNETの資産がCBSインタラクティブに統合された。
2012年3月15日、CBSインタラクティブは「Whiskey Media」のビデオゲームベースのサイト「Giant Bomb」とコミック本ベースのサイト「Comic Vine」を買収し、Whiskey Mediaの残りのウェブサイトを「BermanBraun」に売却したことが発表された。2007年にGameSpotを解雇され、その後Giant Bombの共同設立者となっていたビデオゲームのジャーナリスト、ジェフ・ガーストマンが買収によりCBSインタラクティブのGameSpotや「GameFAQ」が含まれるビデオゲームウェブサイト部門に戻ってきた。
2012年4月17日、eスポーツ団体「メジャーリーグ・ゲーミング」とCBSインタラクティブが、プロサーキット競技会の唯一のオンライン放送者であるとともに、広告表現のためにTwitchと提携することが発表された。

## ブランド

### エンタテインメント
CBSインタラクティブのエンターテイメントブランドは、アメリカのネットワークテレビチャンネルであるCBSのウェブ版「CBS.com」、テレビガイド、任意のサービスプロバイダ向けの究極のリスティングガイド「TV Guide」、食に関連するストーリーやビデオ、レビュー、議論、レシピを提供している「CHOW」、テレビ番組に関連した映像、レビュー、番組ガイド、議論を提供する「TV.com」、ゲーム、音楽、テレビ、映画のレビュー集約サイト「Metacritic」、ニュース、レビュー、漫画に関するフォーラムを提供するサイト「Comic Vine」、ゲームのレビュー集約サイト「GameRankings」がある。

### ビデオゲーム
CBSインタラクティブのビデオゲームブランドはビデオゲームに関するガイドとフォーラムを持つコミュニティ主導のウェブサイト「GameFAQ」、ビデオゲームに関するレビューとガイド及びニュースを扱う「GameSpot」、ビデオゲームに関したビデオ、ポッドキャスト、レビューサイト「GiantBomb」、eSportsの場面に関するコラムやニュース分析などがある「onGamers」がある

### 音楽
CBSインタラクティブの音楽ブランドは、音楽発見サービス、リスニングサービスを提供する「Last.fm」、音楽の歌詞やビデオ、ニュースを提供する「メトロリリック」がある。

### ニュース
CBSインタラクティブのニュースブランドは、CBSコーポレーションのニュース部門「CBS News」のウェブ版「CBSNews.com」、CBS Newsの一部門でインターネット向け24時間ニュース専門チャンネル「CBSN」がある。CBSNはiOSやandroidデバイスなどのスマートデバイスからでも視聴できる。

### スポーツ
CBSインタラクティブのスポーツブランドは、プロスポーツに関するニュース、スコア、ビデオ、議論サービスを提供するCBSスポーツのウェブ版「CBSSports.com」、 大学スポーツに関するニュース、スコア、ビデオ、議論サービスを提供しているCBS Sports College Networkのウェブ版の「CBSSports.com College Network」、ファンタジースポーツを特集したウェブサイト「CBSスポーツファンタジー」や、情報、募集、ニュース、ビデオ、高校スポーツに関する議論を含むウェブサイト「MaxPreps」などが存在する。 CBSスポーツはまた、大学や高校のスポーツのオンラインでの存在感をホストする先進メディア部門を運営しており、250以上の大学などのスポーツチームのウェブサイトをデザインし、それぞれのサイトに設置した広告を管理している。

### テクノロジー
CBSインタラクティブのテクノロジーブランドは、世界中のテクノロジーと家電製品に関するレビュー、ニュース、記事、ブログ、ポッドキャスト、ビデオを発行するアメリカのメディアウェブサイト「CNET」、テクノロジーや家電製品に関連したコンテンツソリューションを提供する「CNETコンテンツソリューション」、フリーソフトウェア用のウェブサイト「Download.com」、IT専門家向けのニュース、情報、リソース、フォーラムを提供する「TechRepublic」、テクノロジーとビジネスの専門家向けのテクノロジーニュースやレビュー、ビデオを提供する「ZDNet」がある。

## 以前のブランド
2007年に設立された経営学の問題専門のオンライン雑誌「BNET」は2008年6月にCBSマネーウォッチと合併し、CBSビジネス関連コンテンツのアンカーになった。